# Colinus leucopogon
Cút bụng đốm (Danh pháp khoa học: Colinus leucopogon) là loài chim cút trong họ Cút Tân Thế giới (Odontophoridae). Đôi khi nó được coi là có tính đặc thù với loài cút mào bobwhite (Colinus cristatus). Khi những loài sau này mở rộng phạm vi phân bố về phía Bắc vào Costa Rica, có thể hai loài này sẽ phân bố chồng chéo lên nhau trong tương lai. Cút bụng đốm có sự bùng nổ tại chỗ xuất hiện ở El Salvador, Guatemala, Honduras, Nicaragua và Costa Rica trong vùng hoang mạc mở với cây bụi và cây cối và các khu rừng mở khác. 

## Đặc điểm
Loài này có chiều dài 22–24 cm và biểu hiện bộ lông con trống sẽ biến đổi về mặt địa lý trong sáu phân loài của nó, theo từng phân loài sẽ có sự khác nhau. Tất cả các dạng loài này đều có lưng màu nâu với đốm đen trên đầu gối. Đầu chúng có một vệt bạch huyết trắng, một đường tối xuyên qua phần mắt, một cái cổ họng trắng hoặc nâu và một mào ngắn.
Phần bụng dưới được phát hiện nhưng phần còn lại của các phần dưới đều nhợt hoặc một điểm đặc thù khác phụ thuộc vào phân loài. Chúng là loài chim cỡ nhỏ, con trống nặng trung bình khoảng 140g. Con mái thì nhẹ nhơn hơn con trống với một bộ lông màu da bò và cổ họng đốm, trọng lượng trung bình của một con chim cút bụng đốm mái là vào khoảng 115 g. 

## Tập tính
Tiếng kêu của chúng thường xuyên nhất được con trống gáy lên vào mùa xuân và mùa hè, chúng là động vật xã hội sống trong một nhóm từ ba đến 15 con trong mùa không sinh sản. Cả hai con trống và con mái đều ấp trứng, hầu hết các tổ được ấp ủ chủ yếu bởi con cút mái. Khoảng 10 trứng trong một cái tổ, chim non được ấp nở và sẽ rời khỏi tổ vài giờ sau khi nở. Những loài nhút nhát này ăn hạt và côn trùng, đặc biệt là trong mùa sinh sản. Nó hoạt động mạnh nhất vào buổi sáng sớm và buổi tối.